# Liste der Monuments historiques in Barbâtre
Die Liste der Monuments historiques in Barbâtre führt die Monuments historiques in der französischen Gemeinde Barbâtre auf.

## Liste der Bauwerke
| Bezeichnung                  | Beschreibung | Standort                   | Kennzeichnung | Schutzstatus | Datum | Bild           |
| ---------------------------- | ------------ | -------------------------- | ------------- | ------------ | ----- | -------------- |
| Moulin de la Plaine          | Windmühle    | 21, rue des Polders (Lage) | PA00110030    | Inscrit      | 1977  | weitere Bilder |
| Moulin de la Fosse           | Windmühle    | (Lage)                     | PA00110031    | Inscrit      | 1977  |                |
| Moulin Vieux de la Frandière | Windmühle    | (Lage)                     | PA00110032    | Inscrit      | 1977  | weitere Bilder |

## Liste der Objekte
| Bezeichnung                      | Beschreibung                             | Standort      | Kennzeichnung | Schutzstatus | Datum | Bild |
| -------------------------------- | ---------------------------------------- | ------------- | ------------- | ------------ | ----- | ---- |
| Skulptur Madonna mit Kind        | Stein, 17. Jahrhundert                   | in der Kirche | PM85000873    | Inscrit      | 1976  |      |
| Votivgabe: Modell eines Schiffes | Holz, zweite Hälfte des 19. Jahrhunderts | in der Kirche | PM85001323    | Inscrit      | 1987  |      |